# Okishima (fictief eiland)
Okishima is een fictief eiland uit Battle Royale dat ligt in de Japanse Binnenzee.
Okishima is waar het spel Battle Royale zich afspeelt in de film. Het eiland ligt vlak bij de stad Takamatsu. Hoewel er wel degelijk een eiland in Japan bestaat met dezelfde naam, is dit niet hetzelfde eiland.
Voor de film maakte de regisseur gebruik van locaties over heel Japan. Scènes die wel werden opgenomen op een eiland, zijn opgenomen op een eiland van Hachijo-Kojima: een van de Izu-eilanden.
Het eiland is al 30 jaar onbewoond, gezien mensen die er een nederzetting wilden stichten ontdekten dat er een tekort was aan vers water.